# St. Johannes der Täufer (Niedersüßbach)

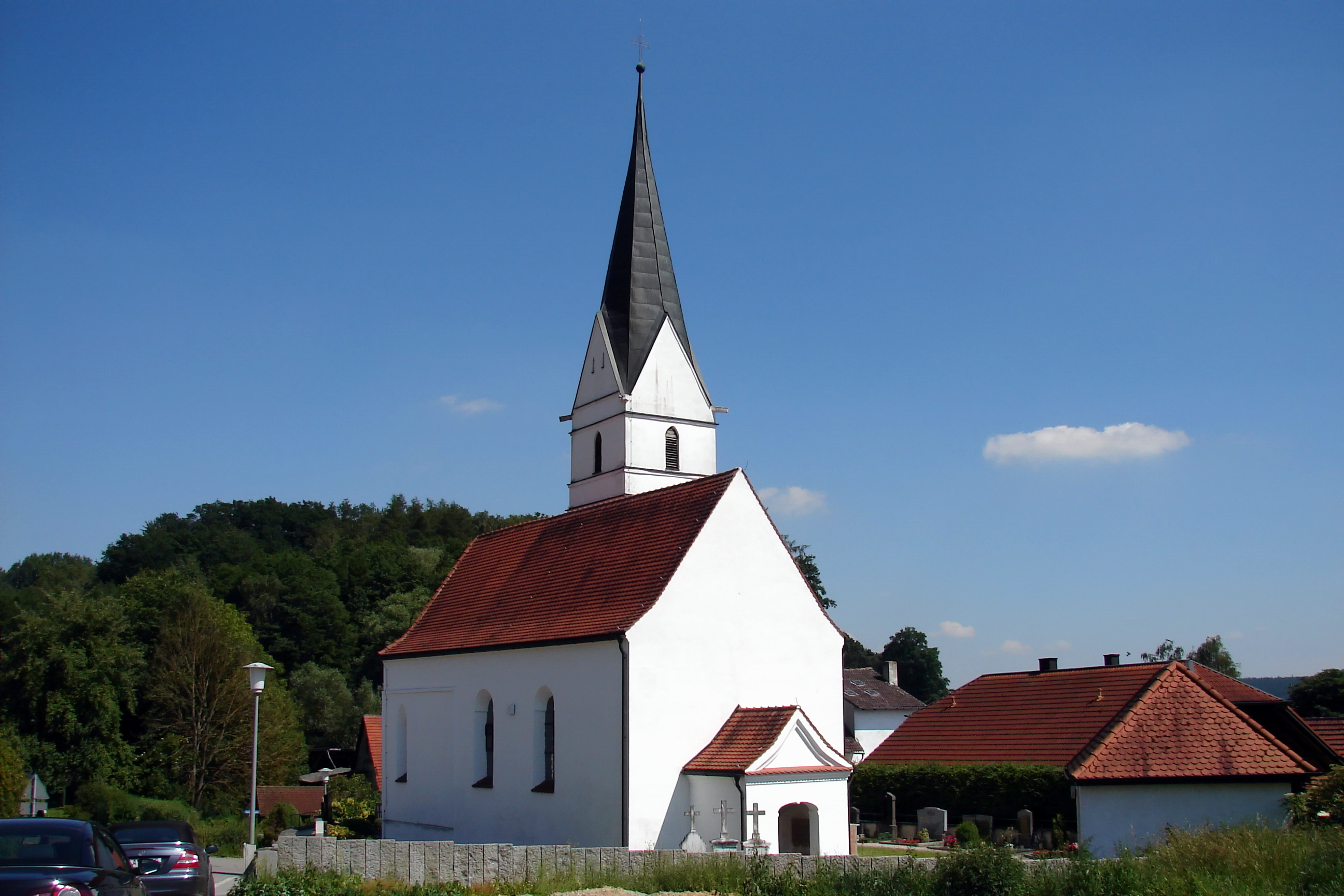
Außenansicht der Filialkirche St. Johannes der Täufer in Niedersüßbach

Die römisch-katholische Filialkirche St. Johannes der Täufer in Niedersüßbach, einem Ortsteil von Obersüßbach im niederbayerischen Landkreis Landshut, ist ein im Kern romanischer Kirchenbau, der auf die Zeit des Hochmittelalters zurückgeht. Im 15. Jahrhundert wurden ein Turm und ein Polygonalchor im Stile der Spätgotik errichtet; in der Barockzeit erfuhr zudem das Kirchenschiff einige bauliche Veränderungen.

## Beschreibung
Der kleine, nach Osten ausgerichtete Saalbau umfasst ein Langhaus mit zwei Fensterachsen sowie einen Chorraum, bestehend aus einem Joch und einem Fünfachtelschluss, die unter einem gemeinsamen Satteldach vereinigt sind. Während das Schiff innen von einer Flachdecke überspannt wird, ist das Presbyterium spätgotisch überwölbt. An die ansonsten ungegliederte Westfassade ist ein offener Vorbau angefügt, der das Kirchenportal vor Witterungseinflüssen schützt.
Der viergeschossige Turm über quadratischem Grundriss ist als sogenannter Chorflankenturm ausgeführt, der südlich an das Altarhaus angebaut ist und leicht in diesen Baukörper einspringt. Im Erdgeschoss des Turmes befindet sich die Sakristei. Die beiden mittleren Turmgeschosse werden von Spitzbogenblenden gegliedert, die schmale, hochrechteckige Lichtschlitze enthalten. Das von Gesimsbändern eingerahmte oberste Turmgeschoss enthält den Glockenstuhl und zeigt nach jeder Seite je eine spitzbogig abschließende Schallöffnung, auf der Südseite zwei. Auf diesem Geschoss befinden sich zudem Reste eines Uhrwerks; die zugehörige Turmuhr wurde jedoch um 1920 ersatzlos entfernt. Den oberen Turmabschluss bildet ein achtseitiger Spitzhelm über vier Dreiecksgiebeln.

### Ausstattung
Auf einem der historischen Altäre in der Kirche befindet sich eine spätgotische Holzfigur des heiligen Florian, die um 1516/18 von dem berühmten Landshuter Bildhauer Hans Leinberger geschaffen wurde. Vermutlich wurde sie von der Adelsfamilie Kärgl, bis 1615 Besitzer der Hofmark Furth, gestiftet oder kam aus dem Umfeld des Moosburger Kastulusstifts nach Niedersüßbach, möglicherweise im Zuge der Verlegung des Kollegiatstifts an die Landshuter Martinskirche.

### Orgel
Die Orgel der Filialkirche St. Johannes der Täufer wurde um 1850 von einem unbekannten Orgelbauer erstellt. Sie gelangte erst im Jahr 1928 durch Kauf nach Niedersüßbach. Das mechanische Schleifladeninstrument im Spielschrank umfasst fünf Register auf einem Manual und Pedal. Die Disposition lautet wie folgt:
| I Manual C–f3 |            |    |
| 1.            | Gedeckt    | 8′ |
| 2.            | Salicional | 8′ |
| 3.            | Flöte      | 4′ |
| 4.            | Octav      | 2′ |

| Pedal C–f |        |     |
| 5.        | Subbaß | 16′ |